# Dexheim

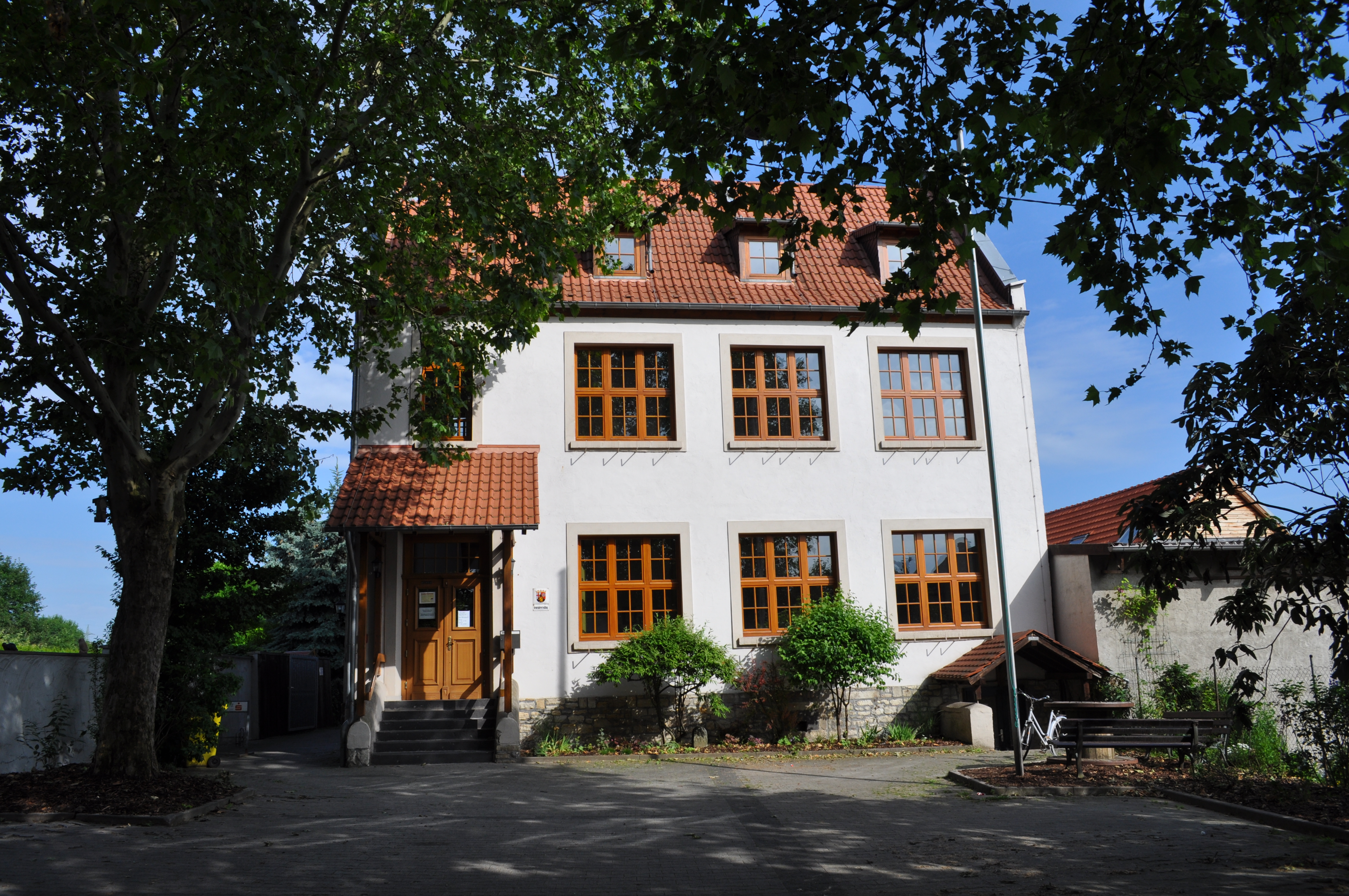
Rathaus

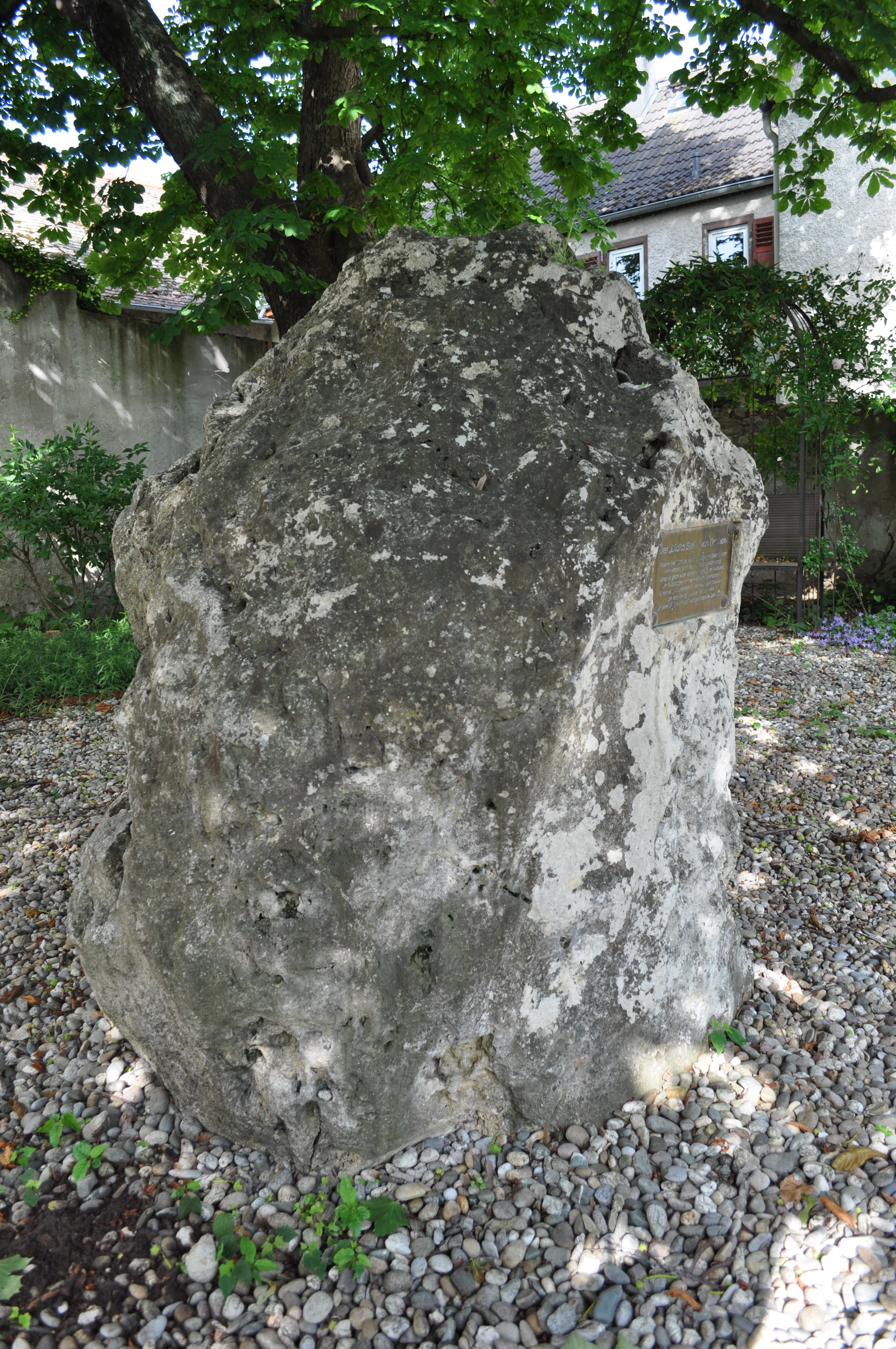
Dicker Stein

Dexheim ist eine Ortsgemeinde im Landkreis Mainz-Bingen in Rheinland-Pfalz. Sie gehört der Verbandsgemeinde Rhein-Selz an, die ihren Verwaltungssitz in der Stadt Oppenheim hat.

## Geographische Lage
Der Weinort liegt zwischen Mainz und Worms in Rheinhessen.

## Geschichte
Die älteste erhaltene Erwähnung von Dexheim steht in einer Urkunde von 774. Festgehalten wurde darin eine Schenkung des fränkischen Königs Karlmann an das Kloster Lorsch zu dem auch ein Gut in Dexheim gehörte. Als Reichsdorf war Dexheim reichsunmittelbar. Die Dörfer Dexheim, Schwabsburg und Nierstein bildeten eine Gemeinde, die vom Niersteiner Rittergericht verwaltet wurde. Das Kloster Otterberg war im Ort begütert.
1375 wurde Dexheim zusammen mit Schwabsburg und Nierstein an Kurfürst Ruprecht I. von der Pfalz verpfändet. Damit kamen diese Orte unter die Herrschaft von Kurpfalz und verloren ihre Reichsfreiheit. Als Teil des Oberamtes Oppenheim war Dexheim bis zum Ende des 18. Jahrhunderts Teil des Kurstaates. Danach gehörte Dexheim als Teil des Département du Mont-Tonnerre zu Frankreich. Nach den Wirren der Napoleonischen Kriege fiel Dexheim 1816 an das Großherzogtum Hessen.
Zwischen 1953 und Ende 2009 unterhielten die US-amerikanischen Streitkräfte in der Nähe der rheinhessischen Ortsgemeinde ein rund 75 Hektar große Kasernengelände mit Wohn-, Versorgungs- und Verwaltungsgebäuden. Obwohl sich das Areal komplett auf dem Stadtgebiet von Nierstein (Gemarkung/Stadtteil Schwabsburg) befand, trug die Kaserne den Namen US Army Anderson Barracks Dexheim.

## Politik

### Gemeinderat
Der Gemeinderat in Dexheim besteht aus 16 Ratsmitgliedern, die bei der Kommunalwahl am 9. Juni 2024 in einer personalisierten Verhältniswahl gewählt wurden, und dem ehrenamtlichen Ortsbürgermeister als Vorsitzendem.
Die Sitzverteilung im Gemeinderat:
| Wahl | SPD | FWG | WGR | Gesamt   |
| ---- | --- | --- | --- | -------- |
| 2024 | 5   | 11  | –   | 16 Sitze |
| 2019 | 5   | 11  | –   | 16 Sitze |
| 2014 | 7   | 9   | –   | 16 Sitze |
| 2009 | 6   | 9   | 1   | 16 Sitze |
| 2004 | 4   | 6   | 6   | 16 Sitze |

- FWG = Freie Wählergruppe Dexheim e. V.

### Ortsbürgermeister
Der bisherige Ortsbürgermeister Hubert Horn (FWG) wurde bei den Direktwahlen am 26. Mai 2019 mit einem Stimmenanteil von 63,98 % und am 9. Juni 2024 als einziger Bewerber mit 81,7 % jeweils für weitere fünf Jahre in seinem Amt bestätigt.

## Kultur und Sehenswürdigkeiten
Seit 2000 befindet sich der „Dicke Stein“ auf dem „Freien Platz“ in Dexheim. Es handelt sich um einen Menhir, der wahrscheinlich als vorgeschichtlicher Kultstein und als mittelalterlicher Grenzstein diente. Der Stein befand sich vorher an der heutigen Kreisstraße 44. Am heutigen Freien Platz befand sich von 1830 bis 1974 das alte Rathaus. Eine Gedenktafel erinnert an den Bau.
Siehe auch
- Liste der Kulturdenkmäler in Dexheim
- Liste der Naturdenkmale in Dexheim

## Wirtschaft und Infrastruktur
Im vom Weinbau geprägten Dexheim existieren mehrere Weingüter. Die Gemeinde beherbergt zudem eine Kindertagesstätte sowie mehrere kleine Handwerks- und Einzelhandelsbetriebe.

### Verkehr
Dexheim ist durch die Buslinie 646 der KRN im Stundentakt an Oppenheim und Nierstein angebunden.
Die Bundesstraße 420 führt durch den Norden der Gemeinde und verbindet Dexheim im Straßenverkehr so mit Nierstein und Wörrstadt.
Von 1900 bis 1960 gab es die Bahnstrecke Nierstein–Undenheim-Köngernheim, der Personenverkehr wurde bereits 1951 eingestellt.

## Persönlichkeiten
- 1988/89 war Hilke Nagel aus Dexheim Rheinhessische Weinkönigin
- Die Familie Immel ist in der Region um Dexheim alteingesessen.[10]